# 藤田エンジニアリング
藤田エンジニアリング株式会社（ふじたエンジニアリング）は、群馬県高崎市に本社を置く各種ビル設備、産業用設備から環境設備まで地域の快適空間の創造・維持を手がける総合設備工事会社である。

## 沿革
- 1926年6月1日 - 藤田電機商会を創業。
- 1964年10月28日 - 藤田電機株式会社を設立。
- 1986年3月21日 - 藤田工事株式会社を吸収合併し、現社名に変更。
- 1996年8月5日 - 株式を店頭公開（現在のJASDAQ）。
- 2002年10月 - 藤田デバイス株式会社設立。
- 2003年5月 - 藤田水道受託株式会社設立。
- 2008年5月 - システムハウスエンジニアリング株式会社の株式を譲り受け、100%子会社化。